# Сирија (провинција)
Сирија (лат. Syria) је староримска провинција у Азији, односно у данашњој Сирији. Римском царству припојио ју је Гнеј Помпеј 64. п. н. е. победом над Митридатом VI у Трећем митридатском рату. У каснијим столећима била је под Византијом све до арапског освајања 637. године.
Седиште провинције је био град Антиохија. У Сирији су се налазиле три римске легије, које су чувале границу са Парћанским царством. У 3. веку Сирија је била дом римског цара Елагабала из династије Севера који је владао од 218. до 222. Од 260. до 273. Сирија је била део одметнутог Палмирског царства.